# アーサー・ランキン・Jr
アーサー・ランキン・Jr（Arthur Rankin, Jr.、1924年7月19日 - 2014年1月30日）はアメリカ合衆国のアニメーション作家。